# Emanuel Wirth
Emanuel Wirth (Žlutice, 18 oktober 1842 – Berlijn, 5 januari 1923) was een Duits violist van Boheemse afkomst.
Hij kreeg zijn opleiding aan het Conservatorium van Praag en was er tussen 1854 en 1861 leerling van Kittl en Mildner. Hij werd concertmeester van het kuuroordorkest van Baden-Baden.  Na een korte periode te hebben gespeeld in het Parkorkest van Willem Stumpff, trok hij naar Rotterdam.
Tussen 1864 en 1877 was hij daar gevestigd. Hij gaf er als opvolger van Bartholomeus Tours les aan de muziekschool van de Maatschappij tot Bevordering der Toonkunst, tal van leerlingen begeleidde hij tot in de muziekwereld. Bovendien gaf hij bijvoorbeeld concerten met Eruditio Musica van Woldemar Bargiel en was in Rotterdam ook concertmeester van de Duitse Opera. Na 1877 zette hij die opleidingsbaan voort maar dan in Berlijn aan de Hochschule für Musik. Hij nam daar vanaf 1877 als altviolist zitting in het strijkkwartet van Joseph Joachim en speelde er en was Joachims assistent tot diens dood in 1907. Hij vormde ook een pianotrio van Karl Heinrich Barth (piano) en Robert Haussman (cello). In 1910 trok hij zich terug uit de muziekwereld.

## Familie
Hij was zoon van koopman Wenzl Wirth en Magdalena Rohler. Hij was sinds 1875 getrouwd met Barendina Margaretha Stronck. Zoon Joseph Wirth trouwde met Julia Stockhausen, dochter van zanger Julius Stockhausen.
- Gemeinsame Normdatei: 11741204X
- International Standard Name Identifier: 0000 0000 1049 7293
- MusicBrainz: 50cda715-840c-4ee5-9616-90d96e799f14
- Virtual International Authority File: 311575290
- WorldCat: E39PBJpyt9WyWKwVXpFJBj3vpP